# Draw the Line
Draw the Line es el quinto álbum de estudio de la banda de hard rock estadounidense Aerosmith. Su lanzamiento fue en 1977. Fue grabado en un convento abandonado cerca de la ciudad de Nueva York, la banda vivió allí mientras grababan el álbum, también se drogaban, comían, dormían, disparaban armas y manejaban sus automóviles de carrera en medio de las sesiones de grabación. Como sucesor del Rocks, Draw the Line fue considerado un éxito de la época, comercialmente y críticamente, pero no tuvo las mismas ganancias que los otros discos de los 70. Los miembros de Aerosmith dijeron que en la época de grabación de este álbum hubo muchos conflictos personales y una caótica vida llena de drogas, lo cual afectaba mucho a la calidad de la música, Draw the Line es conocido por ser de los discos en los cuales la banda estaba en sus épocas más obscuras, a pesar de que las drogas eran mucho más consumidas en la grabación de Rock In A Hard Place. Joe Perry dijo en una entrevista "Mientras grabábamos el disco.. lo único que nos mantenía conectados eran los auriculares...."

## Lista de canciones
1. "Draw the Line" (Perry, Tyler) – 3:23
2. "I Wanna Know Why" (Perry, Tyler) – 3:09
3. "Critical Mass" (Jack Douglas, Hamilton, Tyler) – 4:53
4. "Get It Up" (Perry, Tyler) – 4:02
5. "Bright Light Fright" (Perry) – 2:19
6. "Kings and Queens" (Douglas, Hamilton, Kramer, Tyler, Whitford) – 4:55
7. "The Hand That Feeds" (Douglas, Hamilton, Kramer, Tyler, Whitford) – 4:23
8. "Sight for Sore Eyes" (Douglas, David Johansen, Perry, Tyler) – 3:56
9. "Milk Cow Blues" (Kokomo Arnold) – 4:14

## Personal
- Tom Hamilton - bajo, guitarra, voz
- Joey Kramer - percusión, batería, voz
- Joe Perry - Guitarra acústica, bajo, guitarra, percusión, guitarra eléctrica, voz, guitarra de 12 cuerdas, slide de guitarra
- Steven Tyler - bajo, armónica, percusión, piano, teclado, voz
- Brad Whitford - guitarra acústica, guitarra eléctrica

Personal Adicional
- Stan Bronstein - saxofón
- Scott Cushnie - piano
- Jack Douglas - mandolina
- Karen Lawrence - Voz de fondo
- Paul Prestopino - banjo

## Producción
- Productores: Aerosmith, Jack Douglas
- Productores Ejecutivos: David Krebs, Steve Leber
- Ingeniero: Jay Messina
- Asistente de Ingeniero: Sam Ginsberg
- Masterización: George Marino
- Arreglos: Aerosmith, Jack Douglas
- Dirección de Arte: David Krebs, Steve Leber
- Ilustración de portada: Al Hirschfeld

## Posicionamiento
Álbum - Billboard (Estados Unidos)
| Año  | Tabla      | Posición |
| ---- | ---------- | -------- |
| 1978 | Pop Albums | 11       |

Singles - Billboard (Estados Unidos)
| Año  | Sencillo           | Tabla       | Posición |
| ---- | ------------------ | ----------- | -------- |
| 1977 | "Draw the Line"    | Pop Singles | 42       |
| 1978 | "Kings and Queens" | Pop Singles | 70       |

## Certificaciones
| Organización   | Nivel         | Fecha                   |
| -------------- | ------------- | ----------------------- |
| RIAA - EE. UU. | Oro           | 9 de diciembre de 1977  |
| RIAA - EE. UU. | Platino       | 13 de diciembre de 1977 |
| RIAA - EE. UU. | Doble Platino | 16 de agosto de 1996    |

- Datos: Q1929234